# Michel Vialay
Michel Vialay (nascido em 6 de janeiro de 1960) é um político republicano francês que representa o 8º círculo eleitoral de Yvelines na Assembleia Nacional desde 2017.